# João Pedro Gonçalves aka Colucci

João Pedro Dias Gonçalves

Nascido em 10 de agosto de 1985 no concelho de Arcos de Valdevez, norte de Portugal, criou a maior rede de contrafacção de dinheiro da Europa que operava na darknet (internet escondida, só ao alcance de peritos informáticos).
Era conhecido sob a alcunha de Colucci e as notas falsificadas por ele foram consideradas como as melhores até hoje devido ao filamento de segurança incorporado no papel, o uso de papel de algodão e a simulação de talhe doce perfeita.
Começou a sua vida criminal na Holanda aos 20 anos onde vendeu aproximadamente uma tonelada de heroína para diferentes países como França, Bélgica, Luxemburgo e Alemanha. Foi detido a 17 de maio de 2010 na Holanda na posse de 700 000 euros e extraditado para a Bélgica onde foi condenado a uma pena de 7 anos.
Após cumprir a pena imputada foi expulso para o seu país de origem onde mais tarde criou uma rede de contrafacção de notas de euro quase perfeitas e deu origem ao seu pseudônimo conhecido como Colucci, o qual se tornou rapidamente reputado nos mercados da darknet pela qualidade das suas falsificações. Em 2017 viajou para a Colombia e liderava a dita rede desde o país sul americano.
Em 2019 após o desmantelamento da rede em Portugal e da detenção dos seus colaboradores, foi detido na Colombia e extraditado para o seu país de origem onde foi condenado a 8 anos por contrafacção de moeda.
A operação policial teve o nome de Operação Deep Money e foi a maior da Europa até ao dia de hoje devido á qualidade notável da moeda falsificada.
1. ↑  http://m.lessentiel.lu/fr/news/story/7-et-8-ans-de-prison-pour-les-chefs-du-trafic-23795396?redirect=mobi
2. ↑  https://www.migracioncolombia.gov.co/noticias/migracion-colombia-expulso-a-ciudadano-portugues-buscado-por-falsificacion-y-trafico-de-divisas
3. ↑  https://www.policiajudiciaria.pt/operacao-deep-money/
4. ↑  https://www.europol.europa.eu/newsroom/news/europe%E2%80%99s-second-largest-counterfeit-currency-network-dark-web-taken-down-in-portugal
5. ↑  https://www.rtp.pt/noticias/pais/lider-de-grupo-de-contrafacao-de-notas-condenado-em-coimbra-a-oito-anos-de-prisao_n1240277
6. ↑  https://www.cablenoticias.tv/nacionales/migracion-expulso-al-portugues-alias-colucci-por-trafico-de-divisas/